# Luigi Roberto Cona
Luigi Roberto Cona (ur. 10 listopada 1965 w Niscemi) – włoski duchowny rzymskokatolicki, nuncjusz apostolski w Salwadorze.

## Życiorys
28 kwietnia 1990 otrzymał święcenia kapłańskie i został inkardynowany do diecezji Piazza Armerina. W 2001 rozpoczął przygotowanie do służby dyplomatycznej na Papieskiej Akademii Kościelnej.
W 2003 rozpoczął służbę w dyplomacji watykańskiej pracując kolejno jako sekretarz nuncjatur: w Panamie (2003-2006), w Portugalii (2006-2008), w Kamerunie (2008-2011); jako I radca nuncjatury w Maroku (2011-2014), w Iraku (2014-2017) oraz Turcji (2017-2018). W 2018 rozpoczął pracę w Sekcji Spraw Ogólnych. 24 października 2019 został mianowany przez papieża Franciszka asesorem Sekcji ds. Ogólnych w Sekretariacie Stanu.

### Episkopat
26 października 2022 papież Franciszek mianował go nuncjuszem apostolskim w Salwadorze oraz arcybiskupem tytularnym Oppidum Consilinum. Sakry udzielił mu 2 grudnia 2022 Sekretarz Stanu kardynał Pietro Parolin.